# 王桥 (环境保护专家)
王桥（1957年8月13日—），男，重庆人，中国环境保护卫星专家，生态环境部卫星环境应用中心主任，中国工程院院士，国际宇航科学院通讯院士。

## 生平
1982年毕业于南开大学数学系。1982年至1996年任武汉测绘科技大学教师，1992年被评为副教授，并任计算机制图教研室主任。1992年毕业于武汉测绘科技大学地图制图系（现武汉大学资源与环境科学学院），获地图学硕士学位。1996年毕业于武汉测绘科技大学土地科学学院，获地图学与地理信息系统博士学位。
1996年到中国科学院遥感应用研究所从事地图学与地理信息系统方向博士后研究工作。1997年赴意大利罗马TELESPAZIC进行遥感地理信息系统研究和开发。1998年博士后出站，被评为研究员，并到国家环境保护总局信息技术办公室负责主持国家环境卫星监测与预报系统的研制工作。
后任国家环境保护总局信息中心副主任、生态环境部卫星环境应用中心主任、环境卫星应用系统总设计师、国家高分辨率对地观测重大专项应用系统副总设计师、全国生态环境遥感调查首席科学家、环境保护卫星遥感重点实验室主任、中国遥感应用协会副理事长等。